# Campionati europei juniores di sci alpino 1976
I Campionati europei juniores di sci alpino 1976, 5ª edizione della manifestazione organizzata dalla Federazione Internazionale Sci, si svolsero in Svezia, a Gällivare; il programma incluse gare di discesa libera, slalom gigante e slalom speciale, sia maschili sia femminili.

## Risultati

### Uomini

#### Discesa libera
| Pos. | Atleta            | Nazione        |
| ---- | ----------------- | -------------- |
| 1    | Leonhard Stock    | Austria        |
| 2    | Conradin Cathomen | Svizzera       |
| 3    | Peter Stehle      | Germania Ovest |

#### Slalom gigante
| Pos. | Atleta           | Nazione  |
| ---- | ---------------- | -------- |
| 1    | Leonhard Stock   | Austria  |
| 2    | Petăr Popangelov | Bulgaria |
| 3    | Peter Mally      | Italia   |

#### Slalom speciale
| Pos. | Atleta           | Nazione        |
| ---- | ---------------- | -------------- |
| 1    | Petăr Popangelov | Bulgaria       |
| 2    | Franz Gruber     | Austria        |
| 3    | Egon Hirt        | Germania Ovest |

### Donne

#### Discesa libera
| Pos. | Atleta            | Nazione  |
| ---- | ----------------- | -------- |
| 1    | Torill Fjeldstad  | Norvegia |
| 2    | Gerlinde Strixner | Austria  |
| 3    | Elfi Deufl        | Austria  |

#### Slalom gigante
| Pos. | Atleta             | Nazione  |
| ---- | ------------------ | -------- |
| 1    | Michaela Schaffner | Austria  |
| 2    | Torill Fjeldstad   | Norvegia |
| 3    | Gerlinde Strixner  | Austria  |

#### Slalom speciale
| Pos. | Atleta               | Nazione        |
| ---- | -------------------- | -------------- |
| 1    | Michaela Schaffner   | Austria        |
| 2    | Jana Zemanová        | Cecoslovacchia |
| 3    | Małgorzata Michalska | Polonia        |

## Medagliere per nazioni
| Pos. | Nazione        | Oro | Argento | Bronzo | Totale |
| ---- | -------------- | --- | ------- | ------ | ------ |
| 1    | Austria        | 4   | 2       | 2      | 8      |
| 2    | Bulgaria       | 1   | 1       | 0      | 2      |
| 2    | Norvegia       | 1   | 1       | 0      | 2      |
| 4    | Cecoslovacchia | 0   | 1       | 0      | 1      |
| 4    | Svizzera       | 0   | 1       | 0      | 1      |
| 6    | Germania Ovest | 0   | 0       | 2      | 2      |
| 7    | Italia         | 0   | 0       | 1      | 1      |
| 7    | Polonia        | 0   | 0       | 1      | 1      |